# خانه خشن
خانه خشن (انگلیسی: The Rough House) فیلمی کوتاه به کارگردانی راسکو آرباکل و باستر کیتون محصول سال ۱۹۱۷ کشور ایالات متحده آمریکا است.